# Кастильоне, Франческо Гонзага
Франческо Гонзага (итал. Francesco Gonzaga; 27 апреля 1577, Кастильоне-делле-Стивьере — 23 октября 1616, Тосколано-Мадерно), 1-й князь ди Кастильоне — дипломат Священной Римской империи.

## Биография
Сын Фердинандо I Гонзага, маркиза ди Кастильоне, и Марты Тана ди Сантена.
Детство он провел в основном в Кастильоне, вверенный воспитателям по причине многочисленных отлучек родителей, часто путешествовавших по служебным делам в интересах Испании или герцога Мантуи. Потерявший в 1586 году отца, три года спустя Франческо сопровождал свою мать в поездке к императорскому двору в Прагу, чтобы добиться вмешательства императора Рудольфа II в спор между Кастильоне и Мантуей за наследование Сольферино. Гонзага оставался при императорском дворе даже после удачного для ео семьи завершения спора, и только после убийства старшего брата Родольфо в январе 1593 должен был вернуться на родину, чтобы вступить во владение.
За четыре года, проведенные в Праге, Гонзага познакомился с придворной средой и проявил твердый, но склонный к посредничеству характер. Император, вероятно, запомнил его, и в июле 1599, когда маркизу было всего двадцать два года, был отправлен чрезвычайным послом в Нидерланды для переговоров со штатгальтером эрцгерцогом Альбрехтом о реституции некоторых укреплений, оккупированных на землях нескольких курфюрстов.
Еще с 1593 года он неоднократно посещал императорский двор, в основном с просьбами о возвращении Кастель-Гоффредо, занятого после смерти Родольфо герцогом Мантуи Винченцо I. Судебный процесс продолжался девять лет, в течение которых со стороны кастильонских изгнанников при попустительстве герцога Мантуи было несколько покушений на жизнь Франческо. В одном из таких эпизодов, в августе 1597 погиб его младший брат Диего, а их мать была ранена, и несколько дней находилась между жизнью и смертью.
Вступив в брак с дочерью великого канцлера Богемии, он приобрел покровителей при дворе, и через некоторое время окончательно получил имперское инвеституру на Кастель-Гоффредо. Тем не менее, герцог Мантуанский даже после окончательного приговора 15 марта 1599, продолжал оспаривать это решение. Спор был закончен только через три года благодаря соглашению, заключенному при посредничестве епископа Кремоны Чезаре Специано, по условиям которого Кастель-Гоффредо остался у Винченцо в обмен на Медоле и крепость Сольферино.
С 1602 года Гонзага, решивший свои территориальные проблемы, все более активно занимался дипломатической работой на службе Империи, при этом надолго покидая  свое феодальное владение, благодаря достижению соглашения с герцогом Мантуи, обязавшемуся охранять земли своего родственника.
Уладив в 1601 году спор о принадлежности Сассуоло между герцогом Модены Чезаре д'Эсте и синьором Карпи Энеа Пио, Франческо с марта по июнь 1603 был чрезвычайным послом во Флоренции и Риме, где он добивался действенной поддержки в войне против турок; успех миссии принес ему в том же году должность полномочного посла в Риме, который он занимал до 1609 года.
В интересах Империи он сыграл ведущую роль в возобновлении серьезного конфликта между Павлом V и Венецией, кульминацией которого стало отлучение венецианской Синьории и интердикт на территории республики. В собственных интересах он содействовал процедуре беатификации своего брата Луиджи, начатой в 1604 году Климентом VIII и законченной в следующем году Павлом V. В 1608 году выступая посредником от имени императора, Гонзага заключил брак между старшим сыном герцога Мантуи, будущего Франческо IV, и Маргаритой, дочерью герцога Савойского Карла Эммануэля I, альянс, который, должен был положить конец давней вражде между двумя семьями за территорию Монферрато.
Завершив римскую миссию, с июля 1610 по март 1612 Франческо был имперским послом в Испании, где в апреле 1611 был пожалован Филиппом III в рыцари ордена Золотого руна и возведен в достоинство гранда Испании.
Вернувшись в 1612 году в Кастильоне, он предотвратил еще одну попытку покушения. Новый император Матиас пожаловал Кастильоне статус города, каковое пожалование последовало за предоставлением Франческо титула князя Кастильоне в апреле 1610 года.
В 1613 году Гонзага вел переговоры с Карлом Эммануэлем I Савойским, пытаясь разрешить серьезный кризис в отношениях Савойи с Мантуей, приведший к войне за Монферратское наследство. Савойские войска оккупировали Монферрато, захватили крепости Трино, Альбу и Монкальво, и осадили Ниццу. Спор возник после смерти герцога Франческо IV Гонзага и возвращения в Турин его вдовы Маргариты Савойской без дочери Марии, задержанной в Мантуе, и которая, по мнению Савойи, была наследницей Монферрато. Франческо добился освобождения маленькой Марии и заключения договора между претендентами в июне 1613, но это не остановило военных действий.
Попытки посредничества чередовались со все более частым пребыванием в Кастильоне у постели тяжелобольной жены, умершей за несколько месяцев до смерти самого Франческо, скончавшегося в Мадерно (ныне Тосколано Мадерно) на озере Гарда 23 октября 1616.
Княжество наследовал его сын Луиджи, которому еще не исполнилось шести лет.

## Семья
Жена (1.02.1598): Бибиана Маргарета Барбара Катарина фон Пернштейн (1584—17.02.1616), дочь Вратислава фон Пернштейна, великого канцлера Богемии, и Марии Максимилианы Манрике де Лара
Дети:
- Мария (1602—1613)
- Луиджа (р. 1603), монахиня в монастыре Сан-Паоло в Милане (сестра Анджелика Бибиана)
- Полиссена (р. 1606), монахиня в монастыре Сан-Паоло в Милане (сестра Анджелика Луиджа)
- Луиджи (1608—1609)
- Мария Луиджа Эвсебия (р. 8.01.1610)
- Марта (р. 1610), монахиня в монастыре Сан-Паоло в Милане (сестра Мария Луиджа)
- Луиджи (1611—22.02.1636), князь Кастильоне. Жена (1630): Лаура дель Боско делла Каттолика (1610—1664), дочь Тиберио Винченцо дель Боско, князя ди Каттолика и герцога ди Мизильмери, и Джованеллы Исфар-и-Корильяс, баронессы ди Сикульяна
- Джованна (1612—1688). Муж 1) (1626): Георг Адам фон Мартиниц (ум. 1651); 2) (1655): Диего Сапата
- Фердинандо II (7.08.1614—23.04.1675), князь ди Кастильоне. Жена (12.1644): Олимпия Сфорца Висконти (р. 11.01.1628)